# Děkanství vranovské
Děkanství vranovské je územní část brněnské diecéze s centrem ve Vranově nad Dyjí. Zahrnuje 20 římskokatolických farností. Děkanství je starobylé a nově bylo vymezeno při reformě členění brněnské diecéze k 1. červenci 1999.

## Seznam farností
| Farnost           | Správce                                           | Farní kostel               |
| ----------------- | ------------------------------------------------- | -------------------------- |
| Bítov             | administrátor excurrendo, R. D. Mgr. Milan Plíšek | sv. Václava                |
| Blížkovice        | administrátor excurrendo, Moravské Budějovice     | sv. Bartoloměje            |
| Citonice          | administrátor excurrendo, Přímětice               | sv. Jana a Pavla           |
| Horní Břečkov     | administrátor excurrendo, Prosiměřice             | sv. Klimenta               |
| Hostim            | administrátor excurrendo, Jevišovice              | sv. Františka Serafínského |
| Chvalatice        | administrátor excurrendo, R. D. Mgr. Milan Plíšek | sv. Nalezení sv. Kříže     |
| Jevišovice        | R. D. ICLic. Mgr. Jiří Ochman                     | sv. Josefa                 |
| Korolupy          | administrátor excurrendo, R. D. Mgr. Milan Plíšek | sv. Vavřince               |
| Lančov            | administrátor excurrendo, Vranov nad Dyjí         | sv. Maří Magdalény         |
| Lubnice           | administrátor excurrendo, R. D. Mgr. Milan Plíšek | sv. Jiří                   |
| Lukov u Znojma    | administrátor excurrendo, Prosiměřice             | sv. Jiljí                  |
| Mašovice          | R. D. Josef Hudec, OCr.                           | sv. Jana Křtitele          |
| Olbramkostel      | administrátor excurrendo, Vranov nad Dyjí         | Nanebevzetí Panny Marie    |
| Pavlice           | administrátor excurrendo, Jevišovice              | sv. Filipa a Jakuba        |
| Stálky            | administrátor excurrendo, R. D. Mgr. Milan Plíšek | Nanebevzetí Panny Marie    |
| Starý Petřín      | administrátor excurrendo, R. D. Mgr. Milan Plíšek | Stětí sv. Jana Křtitele    |
| Šafov             | administrátor excurrendo, R. D. Mgr. Milan Plíšek | sv. Bartoloměje            |
| Štítary na Moravě | administrátor excurrendo, Vranov nad Dyjí         | sv. Jiří                   |
| Vranov nad Dyjí   | R. D. ThLic. Marek Dunda Th.D.                    | Nanebevzetí Panny Marie    |
| Vratěnín          | administrátor excurrendo, R. D. Mgr. Marek Dunda  | sv. Jakuba Většího         |